# حميضة سبيل (ولد ربيع)

تعديل مصدري - تعديل

حميضة سبيل هي إحدى قرى عزلة قيفه ال مهدي بمديرية ولد ربيع التابعة لمحافظة البيضاء، بلغ تعداد سكانها 579 نسمة حسب تعداد اليمن لعام 2004.